# Crisi política del 2013-2014 a Tailàndia
La 'Crisi política del 2013-2014 a Tailàndia s'inicià el novembre del 2013 i va comportar la presa dels militars de les institucions governamentals. Aquesta crisi es traduí en grans manifestacions que procaren la dissolució del govern. La primera ministra, Yingluck Shinawatra, fou destituïda per la Cort Constitucional el 17 de maig del 2014. El 20 de maig del 2014, les forces armades anunciaren que imposaven la Llei marcial sobre tot el territori nacional, i el general Prayut Chan-o-cha prengué el poder de la institució en el dinovè cop d'Estat militar, fallit o exitós, d'ençà la instauració de la Monarquia Constitucional del 1931.

## Origen del conflicte

### Context
Tailàndia és un país que segueix sent governat per una monarquia constitucional des de la revolució siamesa de 1932 en la que Prajadhipok arribà al poder. D'ençà el país ha vist succeir la dinastia, i durant la crisi el cap d'estat era Bhumibol Adulyadej. Econòmicament Tailàndia era la 19a economia mundial i la 2a economia del sud-est asiàtic, raó per la qual l'FMI considerava el país com a emergent. L'elit militar que governava el país i donava suport a la monarquia havia decidit apostar per una obertura econòmica a partir del 2012. La seva proximitat amb els seus països veïns i les seves característiques li permetien viure de l'exportació de matèries primeres, material electrònic, del turisme, sobretot concentrat a la capital, i del cultural. L'economia tailandesa s'ha sabut mostrar força estable. Després de les inundacions de Tailàndia del 2011, amb pèrdues estimades a 47 milions de dòlars, el país havia aconseguit créixer aproximadament d'un 7% gràcies a les inversions estatals de reconstrucció.
El país ha conegut des de la instauració de la monarquia constitucional el 1932 prop de 10 cops d'Estat militars. Dos corrents s'afrontaven al país: els camises roges i els camises grogues. Els camises roges eren partidaris de l'antic president Thaksin Shinawatra que va pretendre durant el seu mandat lluitar contra la pobresa, mirant d'ajudar les classes menys afavorides, a més de no donar suport a la monarquia, però acusat de corrupció, fou destituït per un cop d'estat en 2006.
L'any 2001 el partit Thai rak Thai liderat per Thaksin Shinawatra guanya les eleccions i aquest esdevé Primer ministre. Llança una sèrie de reformes destinades a les classes populars, sobretot rurals: impulsar l'agricultura, cancel·lar els deutes dels pagesos i concedir un crèdit sense interessos.

### La destitució de Thaksin Shinawatra
El 19 de setembre del 2006, mentre es troba a Nova York davant l'Assemblea General de les Nacions Unides, Thaksin Shinawatra és revocat per una part de les forces armades que l'obliguen a exiliar-se a Dubai. La junta militar, encapçalada pel general Sonthi Boonyaratglin anul·la la constitució, dissol l'Assemblea Nacional i la Cort Constitucional, decreta la llei marcial, prohibeix les activitats polítiques a tot el país, decreta la censura de la premsa i bloca Internet. Es declara lleial al rei i s'estableix una Comissió Anticorrupció que ha d'investigar les operacions econòmiques i financeres de l'executiu recentment destituït. En efecte, se l'acusa de corrupció i abús de poder. La comunitat internacional condemna la destitució de manera generalitzada. L'ONU demana, mitjançant el secretari general en funcions, que es restableixi la normalitat, és a dir, la situació anterior. Al mes d'octubre es redacta una Constitució provisional amb un govern interí. L'any 2008 el primer ministre destituït, Thaksin Shinawatra, és condemnat a dos anys de presó per corrupció i abús de poder.
A les eleccions del mes de juliol del 2011, el partit Pheu Thai dirigit per la seva germana petita, Yingluck Shinawatra, guanya amb majoria absoluta les eleccions obtenint 265 seients dels 500 del parlament. Yingluck esdevé la primera ministra dona de Tailàndia.

## La crisi política
El govern de Yingluck Shinawatra va decidir aprovar una amnistia per perdonar tots els implicats en conflictes de caràcter polítics en els darrers anys. Molts veuen en aquesta llei una manera de permetre a l'antic primer ministre, Thaksin Shinawatra, deposat pel cop d'Estat del 2006, de retornar de l'exili sense haver complert pena de presó.

### Les manifestacions de Bangkok

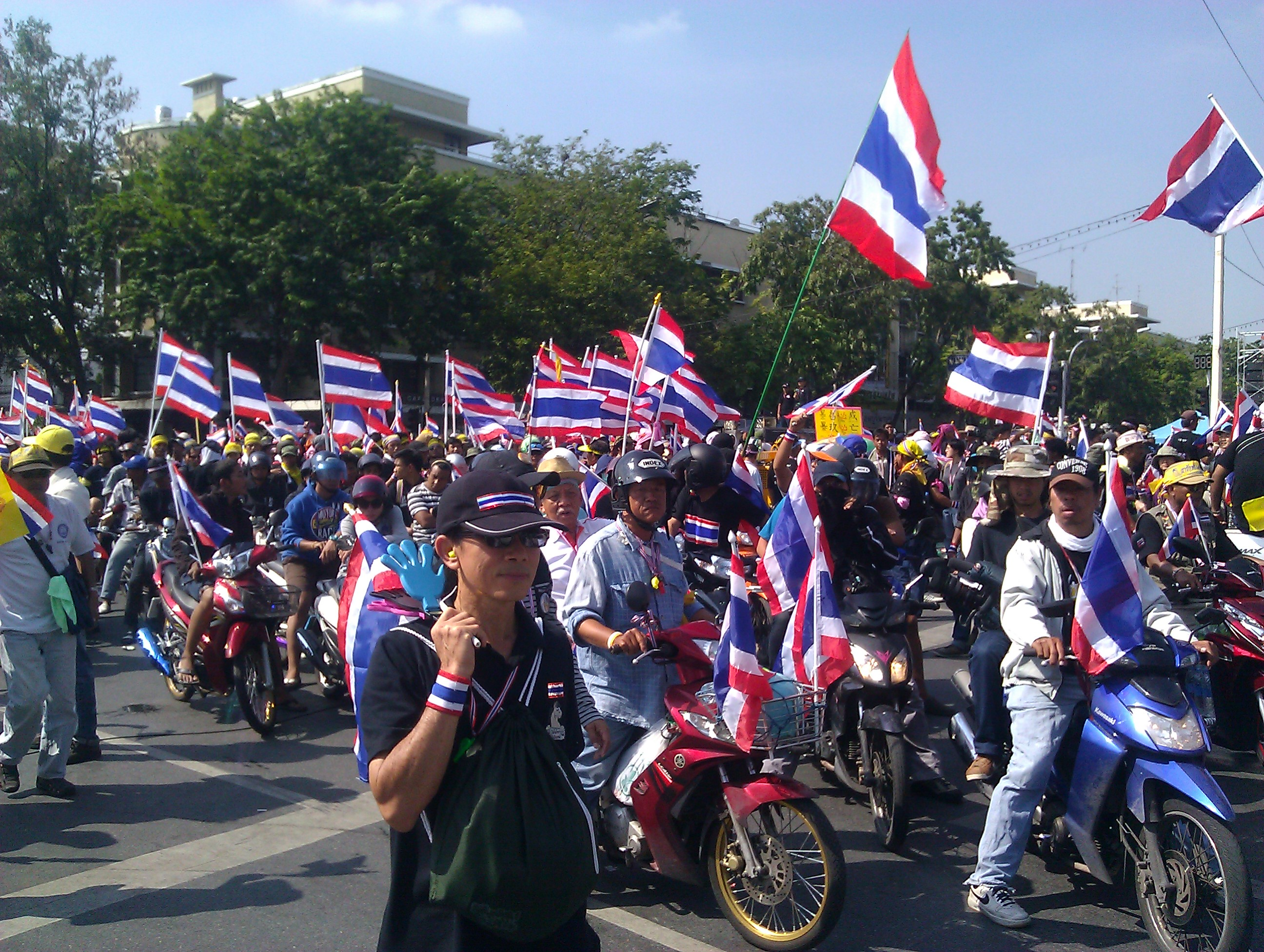
Imatges de la protesta del 2013

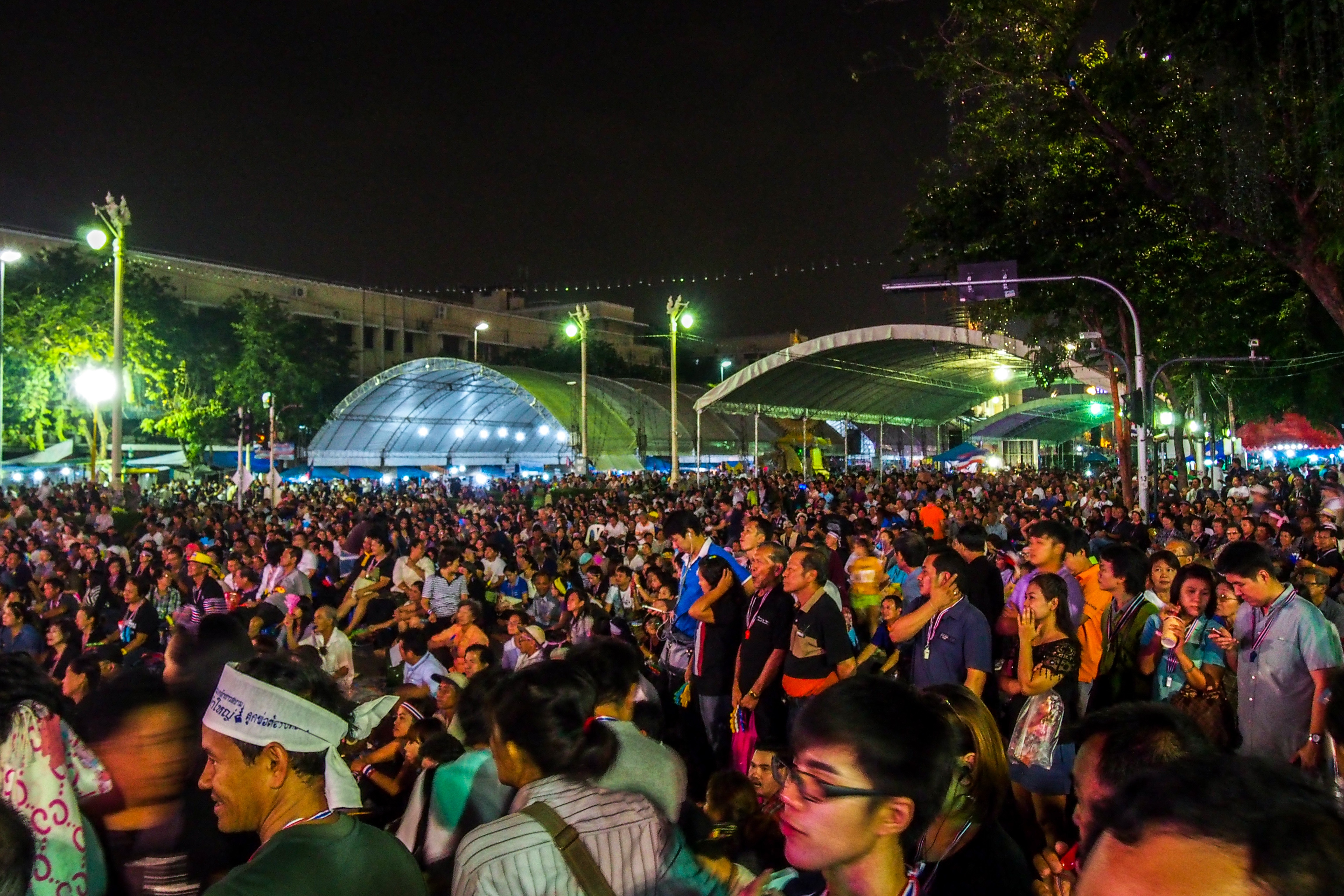
Protestes a Bangkok davant del Democracy Memorial

Cap a principis de novembre del 2013 prop de 100.000 persones surten als carrers a Bangkok per rebutjar el projecte Llei d'amnistia proposat per la primera ministra Yingluck Shinawatra. El rebuig del senat l'11 de novembre del 2013 de la llei no aconsegueix calmar les manifestacions. El Partit demòcrata de l'antic primer ministre de l'oposició, Abhisit Vejjajiva, s'involucra en les concentracions. Es reclama la dimissió del govern de la Yingluck Shinawatra, acusada de voler "blanquejar" el seu pare. No obstant això, allò que parteix de manifestacions pacífiques, degenera ràpidament en violència quan els manifestants pro-govern, coneguts com a "camises roges", decideixen prendre també els carrers i afrontar-se amb els manifestants. En surt un mort. Els pro-govern acusen llavors l'oposició de voler posar punt final a la democràcia tailandesa i voler restaurar el sistema polític anterior al 2001. Com a resultat de les protestes al carrer, el parlament es dissol i es convoquen noves eleccions per al 2 de febrer del 2014. S'esperava una victòria de Shinawatra, però les eleccions són declarades inconstitucionals arrel dels disturbis perpetrats pels anti-govern durant la campanya electoral. Noves eleccions són llavors convocades per al mes de juliol.

### Les parts implicades
Els protestants anti-govern, els anomenats "camises grogues", estaven liderats per Suthep Thaugsuban, antic viceprimer-ministre que va dimitir del Partit demòcrata (oposició). La major part dels manifestants provenen de ciutats, són de classe mitjana i tenen el suport de l'elit tradicional tailandesa, constituïda per poderosos homes de negocis, generals conservadors, aristòcrates i consellers reials. S'oposen a l'antic primer ministre Thaksin Shinawatra, a qui veuen com un corrupte i com una amenaça a l'autoritat del rei Bhumibol Adjulyadej.
Els camises roges, per la seva banda, donen totalment suport a les polítiques del govern de Shinawatra i havien avisat, ja que omplirien els carrers si el govern en funcions es veiés obligat a forçat a cessar les seves funcions, fet que implicaria el desenvolupament d'una possible guerra civil. Quan en Yingluck Shinawatra és apartat del govern, el 7 de maig del 2014, els camises roges surten amb força als carrers de Bangkok. I és que consideren que els tribunals estan del costat de l'elit urbana; i segons que n'informa The Telegraph, el partit Pheu Thai té el suport de les zones rurals i treballadores de les ciutats.

## Cop d'Estat del 2014

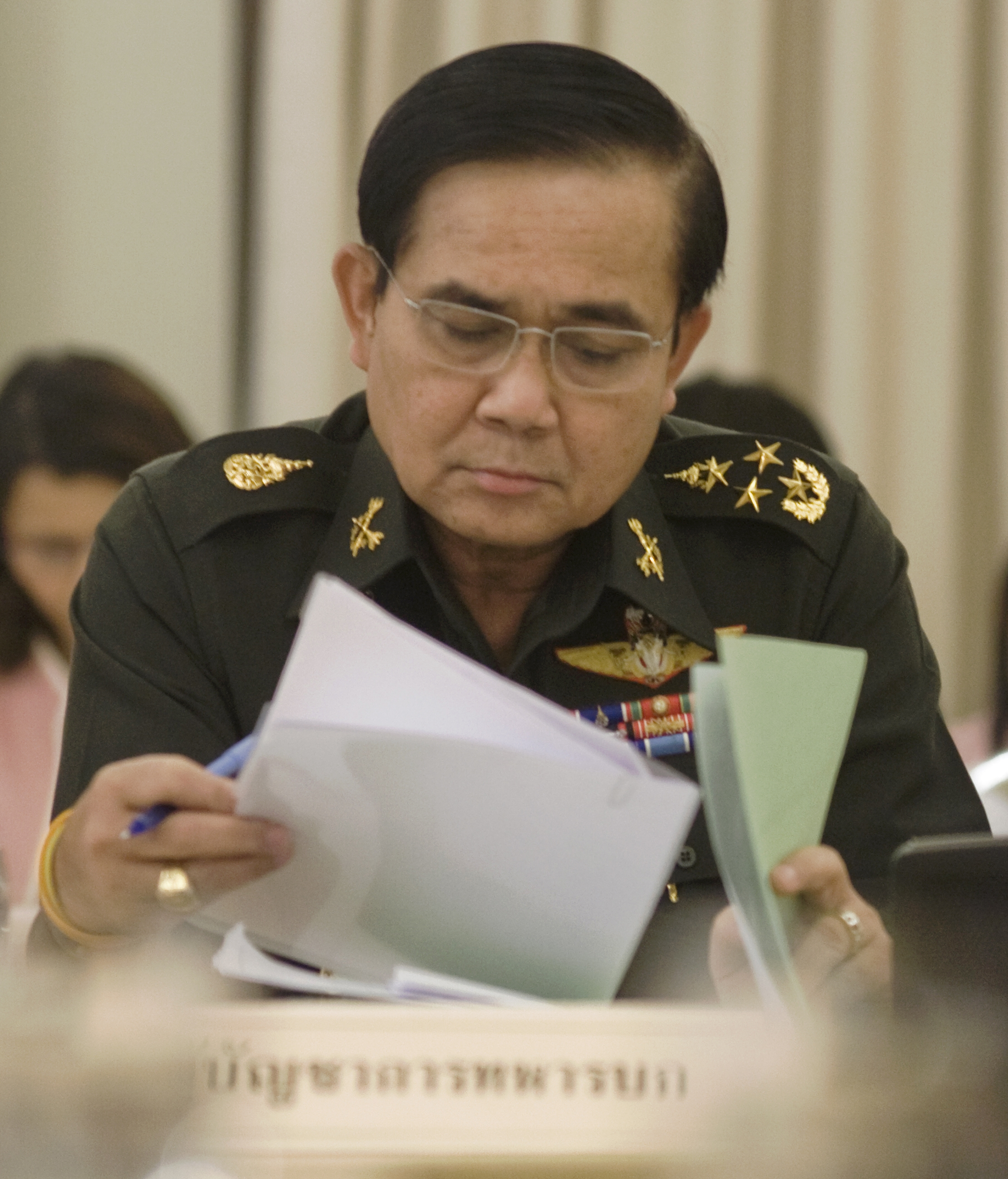
El general Prayut Chan-o-cha l'any 2010

Davant la situació el 20 de maig del 2014 i l'escalada de violència, les forces armades perpetren un Cop d'Estat imposant la Llei marcial sobre tot el territori nacional, mitjançant la persona del general Prayut Chan-o-cha, que cita la Llei de 1914. Segons Paul Chambers, professor i analista militar de la universitat tailandesa Chiang Mai, citat pel Wall Street Journal, la Llei del 1914 dona a l'exèrcit molt poder i atribueix al cap dels militars el control del regne, sense la necessitat que el primer ministre hi doni el seu vistiplau. Per a l'especialista, aquest cop d'Estat pot ser un intent de col·locar a un primer ministre neutral.

## El final de la dictadura
El 2019, després de nombrosos retards, la junta finalment va celebrar eleccions generals el 24 de març en les que el Senat seria nomenat íntegrament per la junta i els districtes electorals redissenyats a darrera hora. Després de les eleccions, el partit pro-junta Palang Pracharath va formar un govern de coalició, amb Prayut Chan-o-cha escollit pel parlament per a un segon mandat com a primer ministre tot i que el seu partit no va guanyar la majoria d'escons.